# Max-Reger-Archiv
Das Max-Reger-Archiv verwaltet und präsentiert den künstlerischen und persönlichen Nachlass des Komponisten, Pianisten und Dirigenten Max Reger (1873–1916). Es dient gleichzeitig als Begegnungs- und Forschungsstätte für Reger-Freunde und Musikwissenschaftler. Das Archiv ist als eine Abteilung der Meininger Museen im Schloss Elisabethenburg in Meiningen untergebracht.

## Geschichte

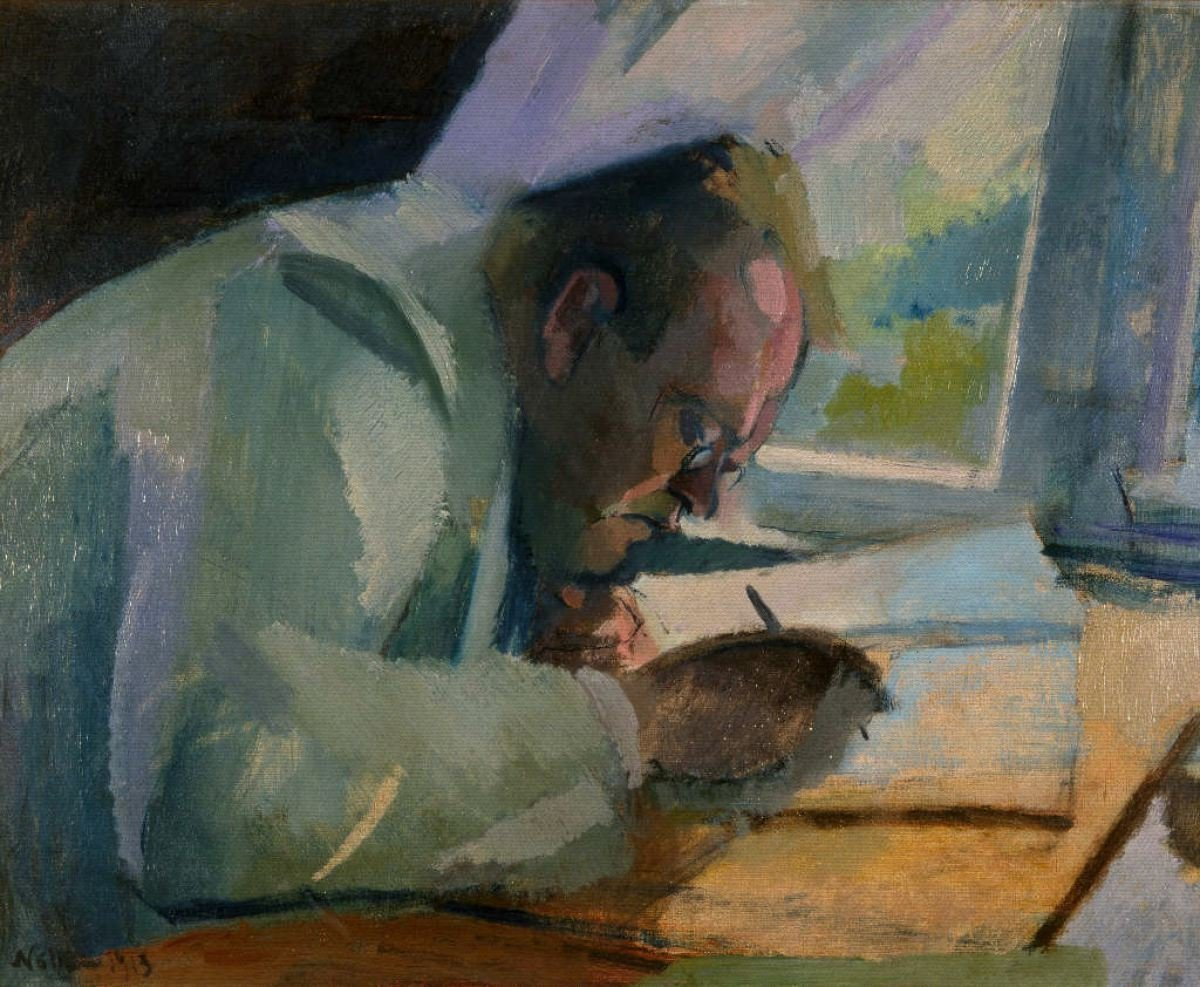
Franz Nölken: Max Reger bei der Arbeit. Gemälde, 1913

Bereits nach zwei Wochen von Max Regers Tod am 11. Mai 1916 setzte sich seine Witwe Elsa Reger für den Erhalt und die Präsentation des künstlerischen Nachlasses ihres Mannes ein. Dazu sollte ihr Wohnhaus in Jena hergerichtet und in Form einer Stiftung unterhalten werden. Nach der Umsetzung ihrer Pläne mit der Unterstützung der Musiker Fritz Busch und Adolf Busch konnte das Archiv am 2. Juli 1920 eröffnet werden.
Infolge der Inflation in den frühen 1920er Jahren konnte Elsa Reger das Haus in Jena nicht mehr halten. Mit einem am 28. März 1922 abgeschlossenen Vertrag mit dem Thüringischen Kultusminister überließ sie das Max-Reger-Archiv dem Land Thüringen. Das Archiv zog daraufhin in das Schlossmuseum von Weimar um, das nun von einem Kuratorium beaufsichtigt wurde. Die Witwe war jedoch mit der Präsentation im Schlossmuseum so unzufrieden, dass sie eine Verlegung des Archivs nach München, ihren neuen Wohnort, erwog. Auch entnahm sie in finanziellen Notlagen vertraglich geregelt dem Archiv immer wieder verschiedene Manuskripte und Handschriften, um sie zu veräußern. Die Verlegung nach München wurde abgewendet und die Qualität des Archives konnte in den folgenden Jahren insbesondere unter dem Oberregierungsrat Karl Dittmar enorm gesteigert werden.
Mitte der 1930er Jahre entstanden die ersten Pläne für einen Umzug des Max-Reger-Archivs nach Meiningen. Dort leitete Max Reger von 1911 bis 1914 als Hofkapellmeister die zu jener Zeit berühmte Meininger Hofkapelle. Elsa Reger unterstützte diese Pläne, auch weil sie an Meiningen gute Erinnerungen knüpfte (Zitat: „… in der sie mit Max Reger so tief glückliche, für ihn erfolgreiche, durch Herzog Georgs grosse Huld lichte Jahre verlebt hat“). Des Weiteren sprach die Einweihung des ersten deutschen Reger-Denkmals im Englischen Garten von Meiningen am 11. April 1937 und die Bezugslosigkeit Regers zu Weimar für den Umzug. Kriegsbedingt schloss 1942 das Archiv und man evakuierte große Teile davon auf das Rittergut Holzdorf und in die Tresorräume der Deutschen Bank in Weimar.
1946 schließlich beschloss das Thüringer Landesamt für Volksbildung die Umsiedlung des Max-Reger-Archivs in das Schloss Elisabethenburg nach Meiningen. Unter der Führung der Verantwortlichen Karl Dittmar und Ottomar Güntzel fanden zwischen 1946 und 1948 zahlreiche Transporte mit Regers Nachlass nach Meiningen statt, ehe das neue Max-Reger-Archiv am 9. Mai 1948 unter der Leitung von Ottomar Güntzel eröffnet werden konnte. Von 1965 bis 2004 leitete Herta Müller das Max-Reger-Archiv, ihre Nachfolgerin ist Maren Goltz.
Im Max-Reger-Archiv fand am 13. März 2003 die deutsche Erstaufführung des biografischen Dokumentarfilms Max Reger – Musik als Dauerzustand statt.

## Bestände
- Private Notensammlung mit sämtlichen Kompositionen von Max Reger und einige Werke anderer bekannter Komponisten, darunter Johann Sebastian Bach, Franz Liszt, Richard Wagner und Hugo Wolf.
- 26 Notenautographen Max Regers und Erstdrucke mit handschriftlichen Einzeichnungen.
- 74 Dirigierpartituren von Orchesterwerken der Klassik und Romantik.
- Einrichtungsgegenstände aus dem Arbeits- und Musikzimmer, darunter Ibach-Flügel und Notenschrank.
- Kunst- und Erinnerungsobjekte.
- Teile der Korrespondenz von Max Reger und seiner Frau Elsa Reger und persönliche Dokumente.
- zahlreiche Bildnisse von Max und Elsa Reger in Form von Fotografien, Gemälden und Plastiken.